# Aníron
«Aníron» es una canción interpretada por la cantante irlandesa Enya que aparece en la banda sonora original de la trilogía cinematográfica de El Señor de los Anillos, incluida dentro de la pieza musical «The Council of Elrond». Es un tema escrito por Enya y su letrista Roma Ryan para los personajes Aragorn (conocido posteriormente como Elessar) y Arwen. «Aníron» es una palabra en sindarin (una de las lenguas élficas construidas por J. R. R. Tolkien) que significa ‘yo deseo’.
Esta canción no forma parte de los escritos poéticos de Tolkien, autor de la novela El Señor de los Anillos, sino que fue compuesta especialmente para la versión cinematográfica. El compositor canadiense Howard Shore dirigió la música, que es interpretada por la Orquesta Filarmónica de Londres para la banda sonora de la película. Sin embargo, en 2009 se lanzó otra versión que fue grabada posteriormente para formar parte del álbum de compilación de éxitos de Enya The Very Best of Enya, en la cual se hicieron cambios a la letra de la versión cinematográfica y se regrabó la sección de cuerdas de con sintetizadores.
- Datos: Q4778520